# Rača
Rača je manjši zaselek na vzhodnem delu Občine Domžale na vzhodni Gorenjski v Sloveniji. Skozi naselje teče potok Rača, pritok reke Kamniške Bistrice. Nad Račo leži naselje Račni vrh.